# 寄付

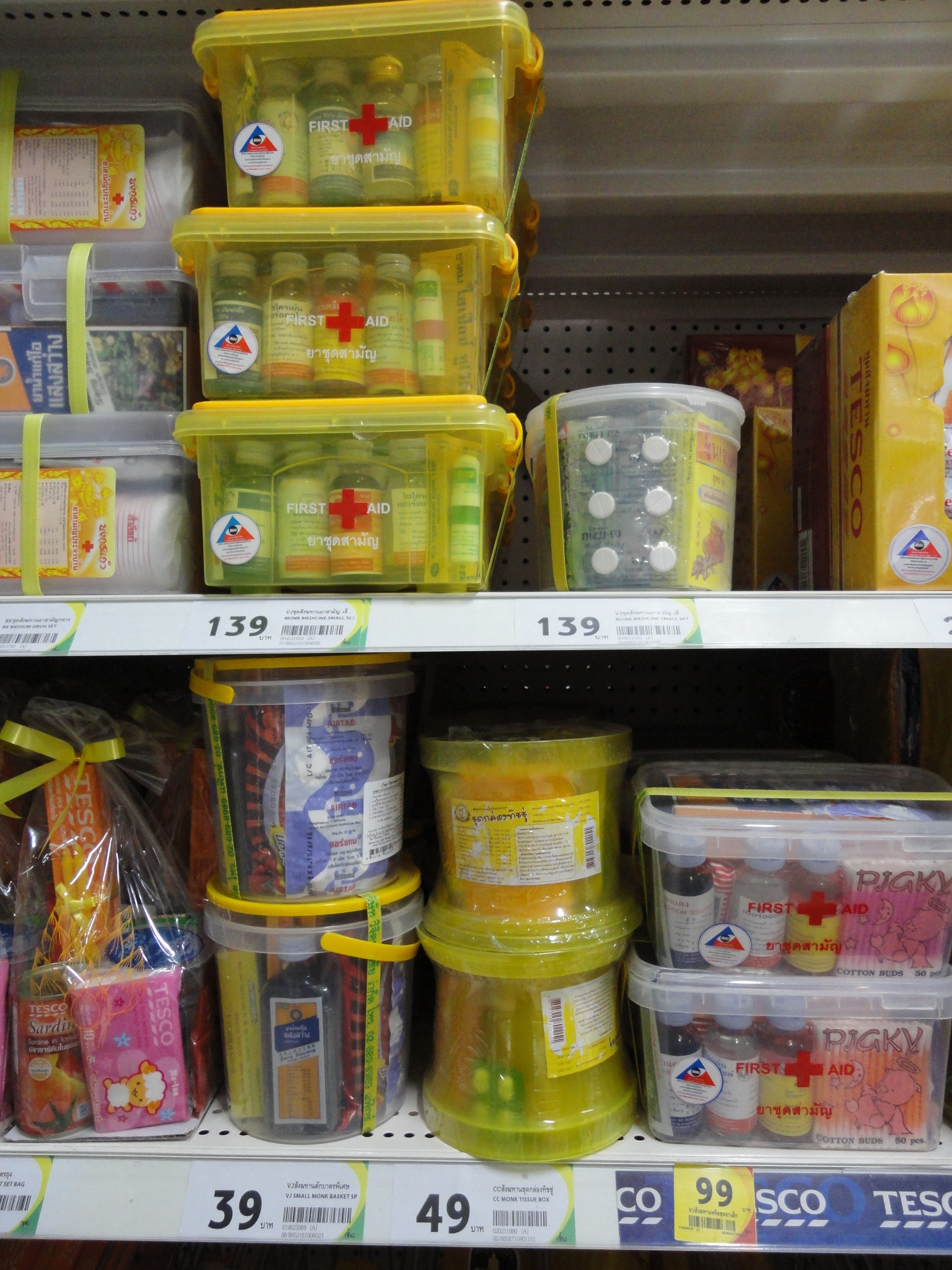
タイの仏教の僧侶（比丘）への寄付品をパッケージ化

寄付あるいは寄附（）とは、金品を贈与すること。

## 概要
災害の際に被災地・被災民へ送られる義捐金・義援金（）も寄付の一つである。経済において、寄付は福祉に係る費用の一部を担う重要な経済活動でもある。
また、教育機関（学校や博物館、図書館など）や医療機関などに寄付することを寄贈（）、宗教団体に寄付することを寄進（）と表現する場合もある。
寄付は、寄付者が自らの意思に基づき金銭・財産を対象機関・施設へ無償で供与することで行われる。寄付の多くは、公共事業や公益機関、福祉機関、医療機関、教育機関、宗教施設などに対して行われている。
これらの事業・機関・施設は、公共的・公益的な社会役割を担っているが、安定した収入源を持たず、そのため、寄付を主要な収入源の一つとしていることが多い。世界の多くの地域では、寄付が福祉の一部を担っており、社会の中で重要な地位を占めている。

## 寄付の方法
寄付の方法にはいくつかある。寄付者が受益者へ直接寄付する方法もあるが、多くの場合、寄付者と受益者の間に仲介者（慈善団体など）が介在する。仲介者がいる場合、寄付金などが寄付者の意思どおりに行われるか、という問題が生じる。日本では、一般に寄付者と仲介者とに信託関係が発生すると考えられている。また、仲介者がいる場合にもう一つ留意すべきことは、寄付した金銭・財産の一部が仲介者の諸経費に充てられる可能性があることである。一部の仲介者を除き、寄付の全額が受益者へ渡されるとは限らない。
募金など公募で行われる寄付活動もある。日本の中央共同募金会が主宰する赤い羽根共同募金などがその一例である。この他、安価な商品を購入する方式の寄付もある。例として日本の結核予防会が実施する複十字シール運動などがある。
ネット上ではクリックするだけで1円を寄付できる、クリック募金もある。ユーザーが1回クリックすると、ユーザーに代わりスポンサーが1円をNGOやユニセフなどに寄付する。ユーザーの負担金は0円である。
以上のように寄付には様々な方法があるが、寄付者の自由意志に基づいて寄付することが重視されている。ただ、現実には自治会や町内会による集金などで事実上強制的に寄付させられることもあり、一部で問題になっている。2007年8月24日に大阪高等裁判所は、各種寄付分を自治会費に上乗せして徴収することを決議した滋賀県甲賀市内の自治会に対し、寄付を強制するもので違法とする判決を下した。

## 寄付される対象
寄付により運営される事業・機関・施設には種々あるが、大部分が公共的・公益的な社会目的を持った組織である。上記の中央共同募金会のように寄付それ自体を目的とした機関も存在する。寄付は福祉目的で行われることが多いが、学校や寺院・神社・教会などの運営を目的として寄付がなされることも少なくない。例えば、アメリカ合衆国では大学へ卒業生から多額の寄付が集まり、大学運営の主要財源となっている。また、タイ王国では民間の寄付によって小学校などが設立・運営されている事例が非常に多数ある。
この他、何らかの目的を達成するため、純粋に寄付だけによる運営を目指す団体もある。企業などから資金提供を受けた場合、自由な活動に支障が出ることも懸念されるため、目的に賛同する無名の人々からの寄付により自由な活動を担保しようとするものである。一部の自由ソフトウェアがこの方式を採用している。また、利用者が開発者へ寄付するライセンス形態をとるドネーションウェアというソフトウェアも存在する。

## 文化別の差異
世界的に見ると寄付の社会への浸透度も国・地域によって大きく異なる。2000年頃の状況を見ると、アメリカでは年間2000億ドル（約20数兆円）を超える個人寄付が行われているのに対し、日本では個人寄付では約4874億円（寄付白書2011）となっており、法人寄付も約5467億円となっている（国税庁税務統計2009年度分）。政府の家計調査によると、世帯当たりアメリカは約17万円、日本は概ね約3000円前後（平成23年は震災の影響があり、1世帯当たりの平均寄付金額は6,551円で、平成22年は3,789円）と寄付金額に大きな格差が見られる（ただし、政府家計調査では、宗教活動への寄付と教育分野への寄付が含まれていないため過小評価されている点に留意が必要）こうした格差は、宗教観・社会意識・税制の違いなどがあげられることが多い（寄付税制については、2011年6月に大幅な改正があり、国際的に比較しても優れた寄付税制が成立した）。
こうした格差は、宗教観・社会意識・税制の違いに起因すると考えられている。また、アメリカは所得格差・資産格差が日本に比べ大きく、小さな政府志向のため医療保険制度など公的福祉が未整備のため、民間による所得の再分配の重要度が高いことも要因になっているが、たとえば日本や諸外国に比べてジニ係数が非常に高く、ほとんど再分配がなされていない。アメリカの他、一部の欧米諸国やイスラム諸国、タイ王国など、敬虔な信徒の多い国・地域では社会活動に占める寄付の役割が非常に大きい。

## 寄付と税金
寄付は無償でなされるものであるから、被寄付側から見ると寄付は純粋な所得となる。通常、所得は課税の対象となるが、多くの国・地域では寄付活動を推奨するため、特定の団体・機関に対する寄付を非課税としたり課税控除の対象とする制度を設けている。特定の団体・機関を選定する基準は国・地域によって差異があるが、公共・公益目的を持った団体・機関が選ばれることが多い。こうした団体・機関への寄付を通じて脱税・租税回避がなされることを防ぐため、厳しい基準が設けられていることも多い。また、政治汚職を防止するため、多くの国・地域で政治家・政党への寄付（政治献金）に厳正な規制がなされている。日本では、政治家による寄付も大幅に制限されている。
ところが、一部の政治家が自ら所属政党の地元の支部に寄付し、寄付を受けた支部が該当の政治家の資金管理団体に還流する形で寄付することにより、所得税の還付を受けていた事例が、2013年になって関西を中心に相次いで発覚し、問題となっている。法規制を求める声が強いものの、国税当局やその関係者は「違法行為の指摘が困難」としている。

### 日本の寄附金税制
個人が特定寄附金（国や地方公共団体に対する寄附金、指定寄附金、特定公益増進法人や認定NPO法人に対する寄附金、政治活動に関する寄附金など）を支出した場合には、原則として確定申告を行うことで、次の所得控除又は税額控除が認められる。
- 寄附金控除（所得税）
  - 政党等寄附金特別控除
  - 認定NPO法人等寄附金特別控除
  - 公益社団法人等寄附金特別控除
- 寄附金税額控除（住民税）
  - ふるさと納税

個人が相続した財産を相続税の申告期限内に国や地方公共団体、特定の公益法人や認定NPO法人に寄付した場合には、原則としてその寄付をした財産は相続税の課税対象としない（相続税の寄附金控除）。
法人が支出する寄附金については、損金になるものとならないものがある。
国等に対する寄附金、指定寄附金は全額損金になるが、それ以外は法人の資本金等や所得に応じた損金算入限度額までが損金になる。また、2016年4月から2025年3月までの間に、地域再生法の「まち・ひと・しごと創生寄附活用事業」に対して寄附した場合に認められる「企業版ふるさと納税」（地方創生応援税制）がある。

## 略史

### 寄付と宗教
かつて、中国大陸において、収穫物は天より人が預かっているものであり、その預かり物を個人の意思で濫りに使うのは王でさえも許されないとの思想（天道思想）があった。
寄付の歴史は、宗教と非常に強いつながりを持っている。宗教活動それ自体は生産を伴わないため、宗教活動のための費用を何らかの方法で調達する必要がある。そのため、ほとんどの宗教では信徒から寄付が集められることとなった。多くの場合、こうした寄付は（例えば日本では寄進やお布施などと称されたが）、一義的には神や仏に対して捧げられるものと認識されていた。
また、ほとんどの宗教では、貧困者救済などのための寄付が奨励されている。これをイスラームではサダカ（自由喜捨）やザカート（制度喜捨）といい、仏教では喜捨という。キリスト教でも喜捨的な寄付が広く行われているが、これらの他の宗教にも、喜捨的な寄付は半ば普遍的に見られる。以上に見るとおり、近代以前の世界において、寄付は、非常に強い宗教的背景を持ちながら実施されていた。
近代に入り、欧米諸国で貧富差の拡大が顕著となっていくと、キリスト教精神に基づいて各種の慈善（チャリティー）が行われ、社会福祉の一翼を担うようになった。寄付も慈善の一環として実施され、福祉の一環に位置づけられるようになった。欧米諸国の中でも、アメリカ合衆国やイギリスなどでは自助の精神が強く、政府に頼らず民間での寄付が盛行したが、北欧諸国などでは政府が福祉を担うという社会意識が比較的強く、民間の寄付は英米ほど盛んとはならなかった。福祉部門に係る負担を民間の寄付が担うか、政府が担うかという差異がここに現れている。なお、年末の募金活動「社会鍋」を行なう救世軍も、イギリス発祥のキリスト教会である。

### 日本の寄付文化

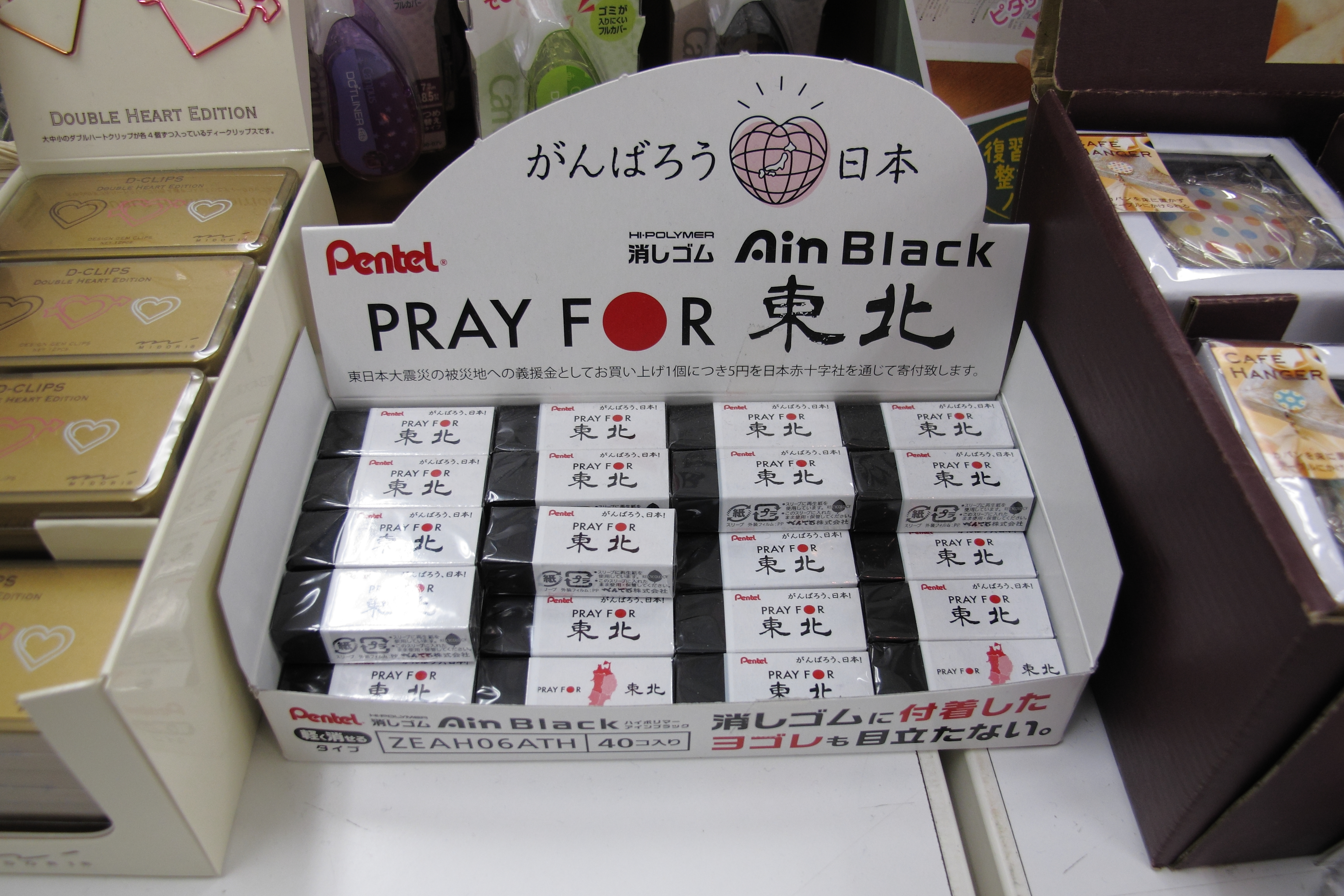
商品価格に寄付金（義援金）が含まれる例

律令制以前から日本には、神の代理人である首長に初穂料、初尾料として収穫物・生産物を捧げる習俗があった。首長が大和朝廷に服属したのちには、祭祀の最高統括者である天皇へ初穂料を納める形となり、律令制以後は祖や調に変化した。10世紀の税制改革の結果、神への寄進という名目は無くなり地税に一本化されたが、その後も「上分」と呼ばれる神仏への寄進は行われた。
奈良時代の頃から、利水・治水や橋・道路建設などの公共事業のため、仏教僧が民間から奉加（ほうが）と呼ばれる寄付を集める勧進が行われていた（奉加者一覧が「奉加帳」）。中世は自力救済の時代であったが、民衆の間に頼母子講などの相互扶助が始まった。これは集団で金銭を貯蓄し貧困者などに順番で供与するという、寄付と同様の機能を持った相互扶助であった。近世に入っても相互扶助の伝統は継承された。
また、中世には「金持ちは道徳的に優れている、また優れていなくてはいけない」という「有徳思想」が生まれ、有徳人と呼ばれた富豪たちは富を社会に還元することを期待された。有徳人が供出した富を有得銭・有福銭と呼ぶが、米などの現物で充てる場合もあった。有得銭は主に寺社への喜捨として供出されたが、鎌倉時代以後は飢饉の救済など、より世俗的な用途に使われるようになった。
江戸時代の大坂（大阪）には、「きたのう貯めて、きれいに使う」という精神が美徳としてあった。そのため、大阪の八百八橋は皆町人の寄付で作られたといわれる位である。
この「きたのう貯めて、きれいに使う」の言葉の意味は、一言で言えば、商売上の勘定と、公共への支出の勘定は別であるという意味である。つまり、商売上はきたないといわれる程に無駄を省いて、倹約に倹約を重ねて資本を蓄えるのが商人の美徳だが、しかし、商売から離れれば、人として、世のためや人のためにはできるだけの事をやるのが美徳であるとの価値観のことである。
この様な精神は明治以後にも続き、中ノ島公会堂の公共施設や美術館、小学校などが市民の寄付で作られた。しかし、第二次世界大戦で大阪が灰燼に帰し、商業の中心が東京へ移ると、このような精神も「お上中心」の消費都市である江戸文化の延長の東京では「下らぬ」ものとなり、日本全体には広がらなかった。
明治になり社会構造が大きく変わると、相互扶助に代わって寄付が盛んになっていった。第二次世界大戦以前は、皇室や財閥などによる寄付が寄付総額の30%に上るなど、福祉のかなりの部分を寄付が担っていたが、大戦後は福祉国家が理想とされるようになると、福祉は政府が責任を持つという意識が広がり、寄付の相対的地位は低下していった。それでも1995年の阪神・淡路大震災の際は、未曾有の災害状況に多数の義捐金が寄せられたが、被災者への公平配分を原則とする中、被災者の全体像の把握に時間を要し、全額の配分には約1年半を要した（災害義援金はまず赤十字と中央共同募金会で構成される「義援金配分委員会」にプールされ、一人当たりの支給額が決定された上で交付される。なお、日本における寄付総額が前年の2倍に増加した）。2000年頃からは、ゆるやかな連帯による社会の再構築が日本各地で模索され始めた。そうした運動を支えるNPOへの寄付が、現実的な寄付金の必要とされる人への交付という点からも注目されるようになっている。
2003年には、大賀典雄ソニー名誉会長（当時）が退職慰労金16億円を長野県軽井沢町へ全額寄付しようとしたが、贈与税の問題などから、手取り分12億1699万円で事業主として軽井沢大賀ホールを建設、完成後に町に無償供与するという形を取らざるを得なくなるという事態が発生した。この事例は、贈与税が日本における寄付の阻害要因となっている典型的な例である。
2010年12月以降、漫画『タイガーマスク』の伊達直人などの架空のキャラクターの名義で、素性を明かさずに児童養護施設などに寄付を行う「タイガーマスク運動」が起きているが、その根本に密かに慈善を行う事を美徳とする照れの文化と、逆に欧米のような素性を明かした寄付は「売名だ」と非難される点が指摘されており、根本が改善されない限り、この運動は一過性の祭り・流行に終わるという指摘もある。
2020年3月13日、政府は、天皇が即位したことに伴い、天皇が社会福祉事業へ1億円以内の寄付ができるようにするため、国会に提出する日本国憲法第８条の規定による議決案を閣議決定した。この議決案は、3月26日、衆議院本会議において全会一致で可決され、3月31日、参議院本会議において全会一致で可決され国会の議決がされた。2020年4月6日、宮内庁は、天皇の即位にあたり、天皇自らが社会福祉事業のための2団体に計1億円寄付すると発表した。

## 義捐金と義援金

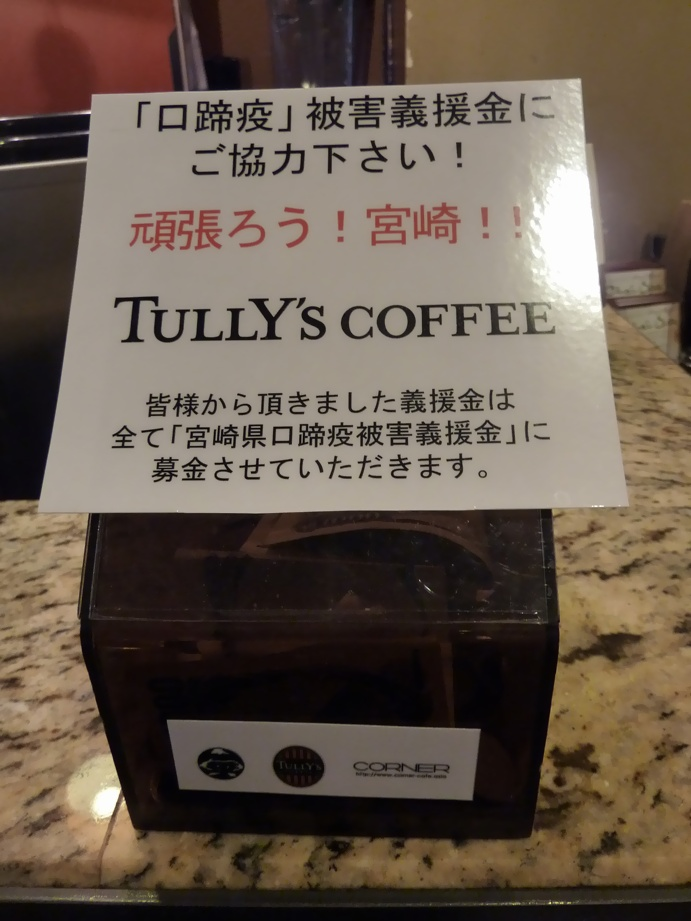
募金箱（2010年日本における口蹄疫の流行）

「義捐」（ぎえん）は明治時代に作られた和製漢語である。「義」は、正しい行い、もしくは公共のために力を尽くすことを意味し、「捐」は、捨てる、捨て去るの意である。すなわち「義捐金」は、正しい行いのため、公共のために捨てる金を意味する（イスラームにおける喜捨相当）。戦後の国語改革で「捐」が当用漢字に採用されなかったため、「義えん金」と混ぜ書き表記した。現在はほとんどのメディアで「義援金」という表記が見られるが、これは新聞協会による独自の基準で定めた代用表記である。夏目漱石の「吾輩は猫である」に、「義捐を取られる」と口にする苦沙弥先生を、猫が「変なことを言うものだ」と笑っている場面がある。法令上の表記としては、東日本大震災関連義援金に係る差押禁止等に関する法律（平成23年8月30日法律第103号）以後制定された義援金に係る差押禁止等に関する法律では、「義援金」という表記となっている。

### 寄付と義援金
義援金とは、国や地方自治体から、または日本赤十字社や中央共同募金会を経由して、被災者に直接に金が配分される。対照的に「寄付」は、災害時であっても大抵の場合は、支援活動を行う団体、具体的には認定NPO法人や公益財団法人などに渡され「物資を購入する」「スタッフを派遣する」といった活動のための資金として、使われる。

## 募金と寄付金の混同
「募金＝金（かね）を募る」だから「寄付金＝金（かね）を寄付する」の対義語なのだが、「寄付金」と表現すべきを「募金」と誤表現する事例が多い。

### 募金・義援金の形態
募金箱
日本では例えば「あしなが育英会」 「緑の募金」 「青い羽根募金」など街頭募金がある。
「赤い羽根共同募金」では、あきかん募金箱に続いて1994年に組立式募金箱を開発した。
箱という言葉がタイトルに入っている「あゆみの箱」でも5度の募金箱のリニューアルがあり、2007年からのものが6代目となっている。
他に、コンビニなどの店舗（レジ前など）に設置する形態もある。セブン-イレブンの場合、通常は「みどりの基金」として行い、深刻な災害発生時には箱のステッカーを張り替え、一定期間それを対象にした義援金募金活動を実施している。
金額の集計作業は規模が大きい募金ほど大変で、硬貨計算機が普及していない時代には、コインホルダー（コインカウンター）等を用いて手作業でしていたという（現在でもそうしている場合もある）。
クレジットカードや各種金融機関からの定期的な自動振替
定期的な寄付をする仕組みでは、便利に寄付ができるように自動的に毎月送金できる仕組みもある。
その他
ドラえもん募金（テレビ朝日が1999年から実施）は、携帯電話大手三社のキャリア決済（携帯電話料金合算払い）などで、自動的に寄付できるシステム。
募金機能が付いた（清涼飲料水などの）自動販売機もある。
ファミリーマートでは、店内端末「Famiポート」で募金を指定した後にレジで支払う方式も実現させた。